# ماهی نوک‌لوله‌ای
ماهی نوک‌لوله‌ای (نام علمی: Aulorhynchus) نام یک سرده از راسته خارماهی‌سانان است.